# 마스이 히로토시
마스이 히로토시(일본어: 増井 浩俊, ますい ひろとし, 1984년 6월 26일~)는 일본의 프로 야구 선수이며, 현재 퍼시픽 리그인 오릭스 버펄로스의 소속 선수(투수)이다. 시즈오카현 야이즈시 출신이다.

## 상세 정보

### 출신 학교
- 시즈오카 현립 시즈오카 고등학교
- 고마자와 대학

### 선수 경력
사회인 시대
- 도시바

프로팀 경력
- 홋카이도 닛폰햄 파이터스(2010년 ~ 2017년)
- 오릭스 버펄로스(2018년 ~ )

국가 대표 경력
- 2015년 WBSC 프리미어 12 일본 국가대표
- 2017년 월드 베이스볼 클래식 일본 국가대표

### 수상·타이틀 경력

#### 타이틀
- 최우수 중간 계투 : 1회(2012년)

#### 수상
- 월간 MVP : 1회(2016년 9월) ※투수 부문
- 퍼시픽 리그 연맹 특별 수상 : 1회(2012년) ※특별상[2]

### 개인 기록

#### 투수 기록
- 첫 등판·첫 선발 등판 : 2010년 4월 9일, 대 후쿠오카 소프트뱅크 호크스 4차전(후쿠오카 Yahoo! JAPAN 돔), 6이닝 7피안타 4실점으로 패전 투수
- 첫 탈삼진 : 상동, 1회말에 가와사키 무네노리로부터 루킹 삼진
- 첫 승리·첫 선발 승리 : 2010년 4월 27일, 대 오릭스 버펄로스 6차전(삿포로 돔), 7이닝 1피안타 무실점
- 첫 홀드 : 2011년 4월 15일, 대 지바 롯데 마린스 1차전(삿포로 돔), 8회초에 2번째 투수로서 구원 등판, 1이닝 무실점
- 첫 세이브 : 2012년 5월 6일, 대 오릭스 버펄로스 9차전(삿포로 돔), 9회초에 3번째 투수로서 구원 등판·마무리, 1이닝 무실점
- 첫 완투 승리 : 2016년 8월 25일, 대 지바 롯데 마린스 20차전(QVC 마린필드), 9이닝 5피안타 1실점 8탈삼진
- 첫 완봉 승리 : 2016년 9월 1일, 대 도호쿠 라쿠텐 골든이글스 19차전(도쿄 돔), 9이닝 8피안타 2탈삼진

#### 타격 기록
- 첫 타석·첫 안타·첫 타점 : 2010년 5월 13일, 대 한신 타이거스 2차전(한신 고시엔 구장), 2회초에 시모야나기 쓰요시로부터 좌중간 적시 2루타

#### 기록 달성 경력
- 통산 100홀드 : 2013년 8월 20일, 대 도호쿠 라쿠텐 골든이글스 15차전(쇼나이 은행·닛신 제약 스타디움 야마가타), 7회말에 4번째 투수로서 구원 등판, 1이닝 1볼넷 무실점 ※192경기째에서의 달성은 역대 최고 속도
- 통산 100세이브 : 2017년 8월 16일, 대 지바 롯데 마린스 17차전(삿포로 돔), 9회초에 3번째 투수로서 구원 등판·마무리, 1이닝 1실점 ※역대 28번째

#### 기타
- 시즌 45홀드 : 2012년 ※퍼시픽 리그 기록
- 시즌 50홀드 포인트 : 2012년(구원 승리5+45홀드) ※퍼시픽 리그 기록
- 1구 세이브 : 2017년 6월 11일, 대 요미우리 자이언츠 3차전(삿포로 돔), 9회초 루이스 크루스를 1루 땅볼
- 12개 전 구단부터 세이브 : 2018년 6월 29일, 대 홋카이도 닛폰햄 파이터스 9차전(삿포로 돔), 2대 1로 1점을 리드하고 있는 9회말에 4번째 투수로서 등판, 1이닝을 무실점 ※역대 4번째
- 올스타전 출장 : 3회(2011년, 2013년, 2018년)

### 등번호
- 43(2010년 ~ 2011년)
- 19(2012년 ~ 2017년)
- 17(2018년 ~ )

### 연도별 투수 성적
| 연 도      | 소 속      | 등 판 | 선 발 | 완 투 | 완 봉 | 무 4 구 | 승 리 | 패 전 | 세 이 브 | 홀 드 | 승 률 | 타 자 | 이 닝 | 피 안 타 | 피 홈 런 | 볼 넷 | 고 4 | 몸 맞 | 탈 삼 진 | 폭 투 | 보 크 | 실 점 | 자 책 점 | 평 자 책 | W H I P |
| ---------- | ---------- | ----- | ----- | ----- | ----- | ------- | ----- | ----- | -------- | ----- | ----- | ----- | ----- | -------- | -------- | ----- | ---- | ----- | -------- | ----- | ----- | ----- | -------- | -------- | ------- |
| 2010년     | 닛폰햄     | 13    | 13    | 0     | 0     | 0       | 3     | 4     | 0        | 0     | .429  | 274   | 60.0  | 62       | 9        | 31    | 0    | 4     | 34       | 5     | 0     | 31    | 29       | 4.35     | 1.55    |
| 2011년     | 닛폰햄     | 56    | 0     | 0     | 0     | 0       | 0     | 4     | 0        | 34    | .000  | 216   | 53.2  | 38       | 2        | 19    | 1    | 0     | 58       | 3     | 1     | 11    | 11       | 1.84     | 1.06    |
| 2012년     | 닛폰햄     | 73    | 0     | 0     | 0     | 0       | 5     | 5     | 7        | 45    | .500  | 298   | 71.2  | 65       | 2        | 25    | 2    | 0     | 65       | 4     | 0     | 26    | 22       | 2.76     | 1.26    |
| 2013년     | 닛폰햄     | 66    | 0     | 0     | 0     | 0       | 4     | 4     | 4        | 28    | .500  | 273   | 63.0  | 71       | 3        | 16    | 1    | 3     | 63       | 2     | 0     | 28    | 26       | 3.71     | 1.43    |
| 2014년     | 닛폰햄     | 56    | 0     | 0     | 0     | 0       | 5     | 6     | 23       | 10    | .455  | 243   | 58.0  | 47       | 5        | 24    | 4    | 1     | 59       | 5     | 0     | 16    | 16       | 2.48     | 1.22    |
| 2015년     | 닛폰햄     | 56    | 0     | 0     | 0     | 0       | 0     | 1     | 39       | 4     | .000  | 238   | 60.0  | 44       | 1        | 19    | 0    | 0     | 71       | 4     | 1     | 11    | 10       | 1.50     | 1.05    |
| 2016년     | 닛폰햄     | 30    | 8     | 2     | 1     | 0       | 10    | 3     | 10       | 1     | .769  | 333   | 81.0  | 71       | 5        | 26    | 2    | 3     | 71       | 3     | 0     | 22    | 22       | 2.44     | 1.20    |
| 2017년     | 닛폰햄     | 52    | 0     | 0     | 0     | 0       | 6     | 1     | 27       | 7     | .857  | 215   | 52.2  | 47       | 6        | 11    | 1    | 0     | 82       | 5     | 0     | 15    | 14       | 2.39     | 1.10    |
| 2018년     | 오릭스     | 63    | 0     | 0     | 0     | 0       | 2     | 5     | 35       | 9     | .286  | 278   | 65.0  | 55       | 4        | 33    | 4    | 1     | 69       | 7     | 0     | 18    | 18       | 2.49     | 1.35    |
| 통산 : 9년 | 통산 : 9년 | 465   | 21    | 2     | 1     | 0       | 35    | 33    | 145      | 138   | .515  | 2368  | 565.0 | 500      | 37       | 204   | 15   | 12    | 576      | 38    | 2     | 178   | 168      | 2.68     | 1.25    |

- 2018년 시즌 종료 기준.
- 굵은 글씨는 시즌 최고 성적.

### 연도별 수비 성적
| 연도 | 소속   | 투수  | 투수  | 투수  | 투수  | 투수  | 투수     |
| 연도 | 소속   | 경 기 | 척 살 | 보 살 | 실 책 | 병 살 | 수 비 율 |
| ---- | ------ | ----- | ----- | ----- | ----- | ----- | -------- |
| 2010 | 닛폰햄 | 13    | 3     | 13    | 0     | 1     | 1.000    |
| 2011 | 닛폰햄 | 56    | 0     | 9     | 1     | 2     | .900     |
| 2012 | 닛폰햄 | 73    | 2     | 10    | 1     | 1     | .923     |
| 2013 | 닛폰햄 | 66    | 4     | 10    | 0     | 0     | 1.000    |
| 2014 | 닛폰햄 | 56    | 2     | 11    | 0     | 0     | 1.000    |
| 2015 | 닛폰햄 | 56    | 1     | 9     | 0     | 0     | 1.000    |
| 2016 | 닛폰햄 | 30    | 2     | 4     | 1     | 0     | .889     |
| 2017 | 닛폰햄 | 52    | 2     | 5     | 0     | 1     | 1.000    |
| 2018 | 오릭스 | 63    | 1     | 12    | 0     | 2     | 1.000    |
| 통산 | 통산   | 465   | 19    | 83    | 3     | 7     | .971     |

- 2018년 시즌 종료 기준.